# TipitoRex
Tipitorex fue grabado durante el show que la banda "Los Tipitos" brindó en el Teatro Gran Rex el 16 de abril de 2005. Se trata de un recorrido por los grandes éxitos y diferentes versiones de algunos clásicos. El corte difusión fue "Campanas en la noche". El material también fue editado en DVD.

## Lista de temas
1. Búsquenla
2. En el cielo
3. El pasillo mágico
4. Solo figuras
5. Flasheadito
6. Basta para mi
7. Brujería
8. Por qué
9. Master of the universe
10. Canción cósmica
11. El sueño de la mujer
12. Silencio
13. Mil intentos
14. Sábados blancos
15. Para entender
16. Campanas en la noche
17. Trip
18. Reality show

## Créditos
- Diseño y operación de Luces: E. "Pájaro" Ramírez
- Operador de P.A.: Ubaldo Beltrán
- Operador de monitores: Roberto Cadahia
- Asistentes de escenario:Facundo Friol, Martín Ciervo, Luis "Bichi" Aguilera
- Escenografía: Pablo Irrgang
- Vestuario: M. Monjes, M. Bea
- Ilustración de tapa y arte de disco: Gisela Dionisi
- Grabación de audio: Tole López Naguil, Adrián Bilbao
- Producción ejecutiva: A. Moles, R. Acosta
- Edición y masterización stereo y 5.1: A. Mayo[1]

## Cortes de difusión
- Campanas en la noche (en vivo) (2006)